# ارکی گوستافسون
ارکی گوستافسون (فنلاندی: Erkki Gustafsson; ۳۱ دسامبر ۱۹۱۲ – ۱۳ ژانویهٔ ۱۹۶۶) بازیکن فوتبال اهل فنلاند بود.
وی همچنین در تیم‌های ملی فوتبال فنلاند، و فنلاند، بازی کرده‌است.